# Erro do tipo I
Em Estatística, um erro do tipo I consiste em, num testes de hipóteses, rejeitar a hipótese nula quando ela é verdadeira e absoluta.
Por outras palavras, comete-se um erro do tipo I quando se chega a um resultado que tem significância estatística quando na verdade ele aconteceu por acaso. Este erro é por isso também chamado de Falso Positivo. Porém o termo Falso positivo pode ter diferentes significados quer se trate de medicina ou informática sem estar forçosamente relacionado com um estudo estatístico anteriormente feito ou em curso.
A probabilidade de cometer um erro do tipo I num teste de hipóteses é denominada significância do teste e representa-se pela letra grega α. Conhecendo-se a distribuição estatística da variável aleatória usada no teste, é possível determinar à partida a probabilidade deste erro, o que se reflete nos limites a partir dos quais se decide rejeitar ou não a hipótese nula.
Os testes de hipóteses são normalmente realizados fixando à partida o seu nível de significância. Os níveis de significância mais utilizados são de 5%, 1% e 0,1%. Por exemplo, ao fixar um nível de significância de 5% num determinado teste, estamos a afirmar que em 5% das vezes rejeitaremos a hipótese nula sendo esta verdadeira.
Diferentes níveis de significância poderão levar a conclusões diferentes. Por exemplo, é possível, para um mesmo caso, rejeitar a hipótese nula a um nível de significância de 5% mas já não a rejeitar a um nível de significância de 1%.
O outro tipo de erro, que acontece quando não se rejeita a hipótese nula quando esta é falsa, é denominado erro do tipo II.